# Enyhe tobozfülőke
Az enyhe tobozfülőke (Strobilurus stephanocystis) a Physalacriaceae családba tartozó, Eurázsiában elterjedt, fenyőtobozokon élő, ehető gombafaj. Egyéb elnevezései: bordás tobozfülőke, gyakori tobozfülőke.

## Megjelenése
Az enyhe tobozfülőke kalapja 0,5-2,5 cm széles, alakja fiatalon félgömbös, majd domborúvá válik; lehet tompán púpos is. Széle nedvesen finoman bordás és kissé túlnő a lemezeken. Felszíne sugarasan ráncolt. Színe sötét okkerbarna vagy vörösbarna. Húsa vékony, fehér színű. Szaga és íze kellemes.
Sűrűn álló lemezei felkanyarodók vagy tönkhöz nőttek. Színük szürkésfehér.
Spórapora fehér. Spórája elliptikus, sima, mérete 5,5-9,5 x 3-4 µm.
Tönkje 2-5 cm magas és 0,1-0,2 cm vastag. Alakja karcsú, hengeres, sokszor hosszan gyökerező. Felülete sima vagy finoman szemcsés, hosszanti szálas, fent fehér, lefelé kalapszínű lesz. Gyökérszerű rizomorfja fehér.

### Hasonló fajok
A lucos tobozfülőke (Strobilurus esculentus) és a keserű tobozfülőke (Strobilurus tenacellus) nagyon hasonlít hozzá, csak mikroszkóppal különíthetők el. Tobozon termő fajok még a toboz-fenyőfülőke (Baeospora myosura) és a kúpos kígyógomba (Mycena strobilicola), de ezek ősszel teremnek.

## Elterjedése és termőhelye
Európában és Ázsiában honos.
Inkább hegyvidéki, esetleg alföldi fenyvesekben, vegyes erdőkben található meg, ahol a kéttűs fenyők lehullott tobozait bontja. Márciustól májusig terem.
Ehető gomba, de kis mérete miatt gasztronómiailag nem jelentős.

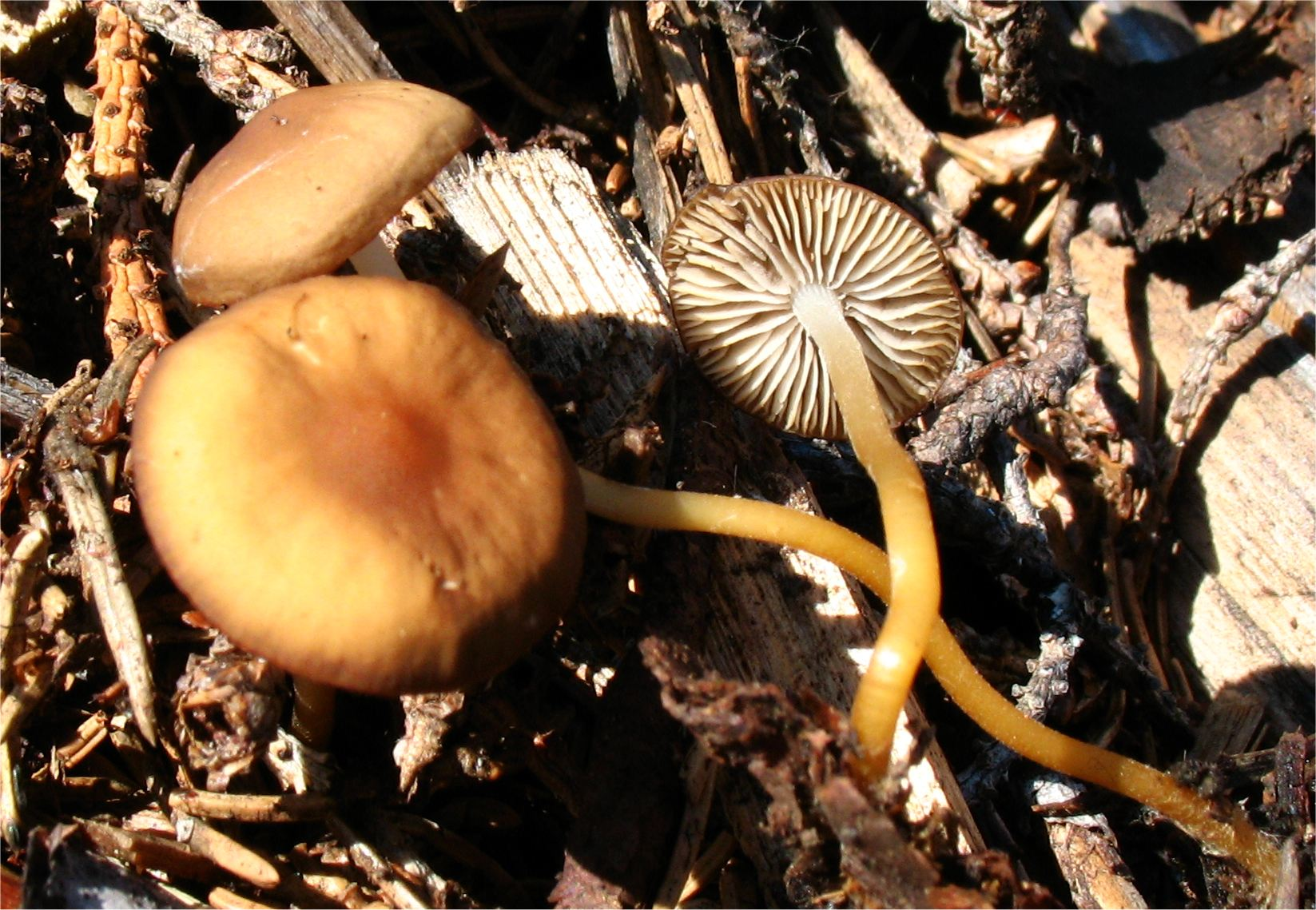
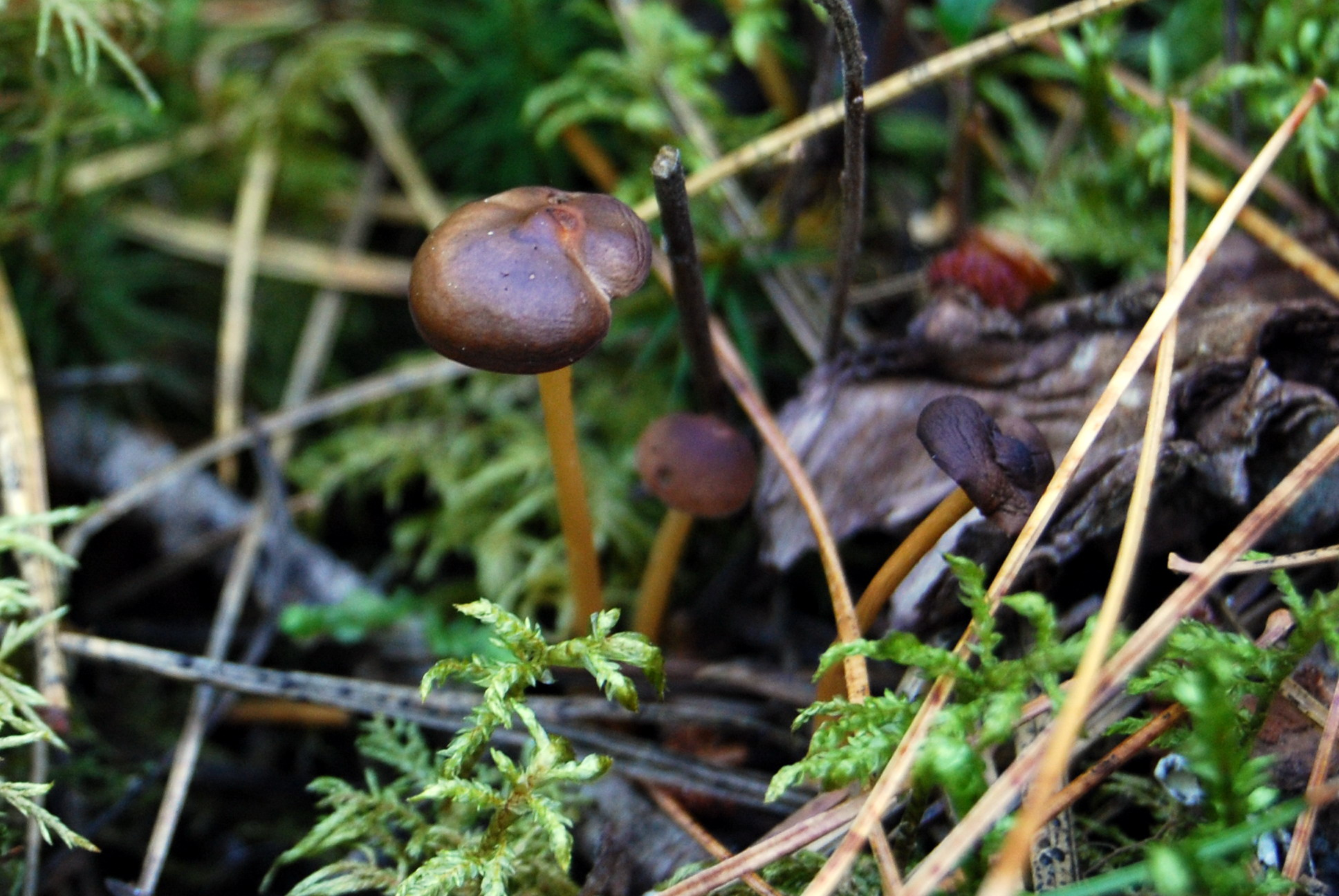
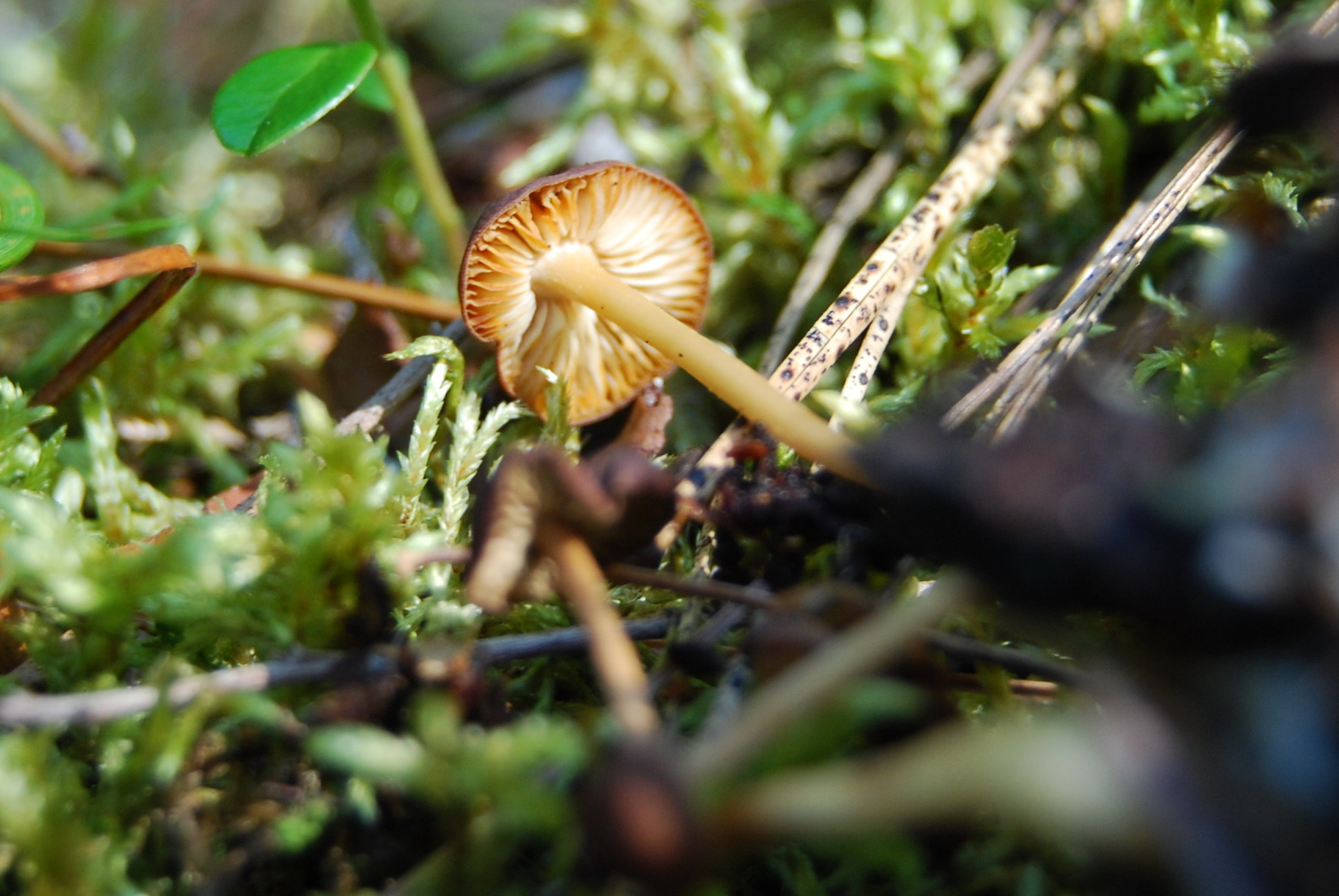